# Sebastián Tolosa
Pour les articles homonymes, voir Tolosa.
Sebastián José Tolosa (né le 16 novembre 1988 à Saladillo) est un coureur cycliste argentin.

## Palmarès et résultats

### Palmarès par année
- 2012
  - 3e du Criterium de Apertura
- 2013
  - 7e étape du Tour d'Uruguay
  - Circuito Aiala
  - 4e étape du Tour de la province de Valence
  - Grand Prix Campagnolo
  - 2e du Circuito Nuestra Señora del Portal
  - 2e du Gran Premio San Lorenzo
- 2014
  - 4e étape du Tour de Mendoza
  - 2e étape du Tour du Costa Rica
- 2015
  - 1re et 6e étapes de la Doble Bragado
  - 2e de la Clásica 1° de Mayo
  - 2e de la Doble San Francisco-Miramar
- 2016
  - 3e du Grand Prix Campagnolo
- 2018
  - 4e étape de la Doble Bragado
- 2019
  - Grand Prix Campagnolo
- 2023
  - 2e du championnat d'Argentine de l'américaine
- 2025
  - 2e de la Doble Bragado

### Classements mondiaux
| Année            | 2014 | 2015 |
| ---------------- | ---- | ---- |
| UCI America Tour | 285e | 281e |